# Eleições estaduais em Mato Grosso em 2018
As eleições estaduais em Mato Grosso em 2018 foram realizadas em 7 de outubro, como parte das eleições gerais no Brasil. Os eleitores aptos a votar elegeram seus representantes na seguinte proporção: oito deputados federais, dois senadores e vinte e quatro deputados estaduais. Também escolheram o Governador para o mandato de 1° de janeiro de 2019 a 31 de dezembro de 2022. De acordo com a legislação eleitoral, no caso de nenhum dos candidatos ao cargo de governador atingir mais de 50% dos votos válidos, um segundo turno seria realizado em 28 de outubro, o que não aconteceu, visto que Mauro Mendes foi eleito no primeiro turno.

## Candidatos

### Governador
| Candidatos a governador do estado | Candidatos a vice-governador      | Número | Coligação                                                                       | Votação | Percentual |
| --------------------------------- | --------------------------------- | ------ | ------------------------------------------------------------------------------- | ------- | ---------- |
| Mauro Mendes DEM                  | Otaviano Pivetta PDT              | 25     | Pra Mudar Mato Grosso (DEM, PDT, PSD, PSC, MDB, PMB, PHS, PRP e PTC)            | 840.094 | 58,69%     |
| Wellington Fagundes PR            | Sirlei Theis PV                   | 22     | A Força da União (PR, PV, PRB, PCdoB, PTB, PP, PT, PODE, PMN e PROS)            | 280.055 | 19,56%     |
| Pedro Taques PSDB                 | Rui Prado PSDB                    | 45     | Segue em Frente Mato Grosso (PSDB, PSB, PRTB, PSL, PPS, DC, AVANTE, PATRI e SD) | 271.952 | 19,00%     |
| Arthur Nogueira REDE              | Sadi da ONG PPL                   | 18     | Redefinindo Mato Grosso (REDE e PPL)                                            | 24.689  | 1,72%      |
| Moisés Franz PSOL                 | Enfermeiro Vanderlei da Guia PSOL | 50     | PSOL (sem coligação)                                                            | 14.724  | 1,03%      |

| Partido | Partido | Candidato | Votos     | Votos (%) |
| ------- | ------- | --------- | --------- | --------- |
|         | DEM     | Mendes    | 840 094   | 58,69%    |
|         | PR      | Fagundes  | 280 055   | 19,56%    |
|         | PSDB    | Taques    | 271 952   | 19%       |
|         | REDE    | Nogueira  | 24 689    | 1,72%     |
|         | PSOL    | Moisés    | 14 724    | 1,03%     |
| Totais  | Totais  | Totais    | 1 431 514 |           |

### Senadores
- Veja também: Eleição suplementar para senador por Mato Grosso em 2020

| Candidatos a senador da República | Candidatos a suplente                           | Número | Coligação                                                                       | Votação | Percentual |
| --------------------------------- | ----------------------------------------------- | ------ | ------------------------------------------------------------------------------- | ------- | ---------- |
| Selma Arruda PSL                  | Gilberto Possamai PSL Clerie Fabiana PSL        | 170    | Segue em Frente Mato Grosso (PSDB, PSB, PRTB, PSL, PPS, DC, AVANTE, PATRI e SD) | 678.542 | 24,65%     |
| Jayme Campos DEM                  | Fábio Garcia DEM Cândida Farias MDB             | 251    | Pra Mudar Mato Grosso (DEM, PDT, PSD, PSC, MDB, PMB, PHS, PRP e PTC)            | 490.699 | 17,82%     |
| Carlos Fávaro PSD                 | Geraldo Macedo PSD José Lacerda MDB             | 555    | Pra Mudar Mato Grosso (DEM, PDT, PSD, PSC, MDB, PMB, PHS, PRP e PTC)            | 434.972 | 15,80%     |
| Adilton Sachetti PRB              | Chico Galindo PTB Alessandra Nicolli PRB        | 100    | A Força da União (PR, PV, PRB, PCdoB, PTB, PP, PT, PODE, PMN e PROS)            | 333.082 | 12,10%     |
| Nilson Leitão PSDB                | Luís Carlos Nigro PSDB Rejane Garcia PSDB       | 456    | Segue em Frente Mato Grosso (PSDB, PSB, PRTB, PSL, PPS, DC, AVANTE, PATRI e SD) | 330.430 | 12,00%     |
| Procurador Mauro PSOL             | Dr. José Roberto PSOL Manoel Parrião PSOL       | 500    | PSOL (sem coligação)                                                            | 226.053 | 8,21%      |
| Professora Maria Lúcia PCdoB      | Professor Gilmar Soares PP Aluísio Arruda PCdoB | 654    | A Força da União (PR, PV, PRB, PCdoB, PTB, PP, PT, PODE, PMN e PROS)            | 172.259 | 6,26%      |
| Dr. Waldir Caldas NOVO            | Givanildo Gomes NOVO Nicácio Lemes Júnior NOVO  | 300    | NOVO (sem coligação)                                                            | 71.494  | 2,60%      |
| Aladir Leite PPL                  | Sônia Maria PPL Gordo Pé no Chão PPL            | 547    | Redefinindo Mato Grosso (REDE e PPL)                                            | 9.325   | 0,34%      |
| Gilberto Lopes Filho PSOL         | Evandro Vandoka PSOL Tó PSOL                    | 505    | PSOL (sem coligação)                                                            | 6.079   | 0,22%      |
| Sebastião Carlos REDE             | George Ribeiro REDE Professor Mauro REDE        | 188    | Redefinindo Mato Grosso (REDE e PPL)                                            | 0       | 0,00%      |

### Deputados federais
| Nome           | Partido | Votação | Percentual |
| Nelson Barbudo | PSL     | 126.249 | 8,52%      |
| José Medeiros  | PODE    | 82.528  | 5,57%      |
| Emanuelzinho   | PTB     | 76.781  | 5,18%      |
| Neri Geller    | PP      | 73.072  | 4,93%      |
| Carlos Bezerra | MDB     | 59.155  | 3,99%      |
| Dr. Leonardo   | SD      | 52.335  | 3,53%      |
| Rosa Neide     | PT      | 51.015  | 3,44%      |
| Juarez Costa   | MDB     | 49.912  | 3,37%      |

### Deputados estaduais
| Nome                                 | Partido | Votação | Percentual |
| Janaína Riva                         | MDB     | 51.546  | 3,40%      |
| Nininho                              | PSD     | 37.501  | 2,47%      |
| Max Russi                            | PSB     | 35.042  | 2,31%      |
| Eduardo Botelho                      | DEM     | 33.788  | 2,23%      |
| Delegado Claudinei                   | PSL     | 29.988  | 1,98%      |
| Guilherme Maluf                      | PSDB    | 29.958  | 1,98%      |
| Dilmar dal Bosco                     | DEM     | 28.827  | 1,90%      |
| Engenheiro Sebastião Machado Rezende | PSC     | 23.764  | 1,57%      |
| Xuxu dal Molin                       | PSC     | 23.764  | 1,57%      |
| Lúdio Cabral                         | PT      | 22.701  | 1,50%      |
| Valdir Barranco                      | PT      | 21.970  | 1,45%      |
| Elizeu Nascimento                    | DC      | 21.347  | 1,41%      |
| Valmir Moretto                       | PRB     | 21.261  | 1,40%      |
| Faissal                              | PV      | 20.509  | 1,35%      |
| Dr. João                             | MDB     | 19.836  | 1,31%      |
| Thiago Silva                         | MDB     | 19.339  | 1,28%      |
| Ulysses Moraes                       | DC      | 18.721  | 1,24%      |
| Professor Allan                      | PDT     | 18.629  | 1,23%      |
| Wilson Santos                        | PSDB    | 14.855  | 0,98%      |
| Dr. Eugênio                          | PSB     | 13.458  | 0,89%      |
| Silvio Favero                        | PSL     | 12.059  | 0,80%      |
| Dr. Gimenez                          | PV      | 12.058  | 0,80%      |
| Paulo Araujo                         | PP      | 11.645  | 0,77%      |
| João Batista do Sindspen             | PROS    | 11.374  | 0,75%      |

## Pesquisas de intenção de voto

### Governo do Estado
| Período da pesquisa | Instituto | Margem de erro | Candidato    | Candidato     | Candidato     | Candidato       | Candidato    | Brancos ou Nulos | Nenhum ou Não sabe |
| Período da pesquisa | Instituto | Margem de erro | Mendes (DEM) | Taques (PSDB) | Fagundes (PR) | Nogueira (REDE) | Franz (PSOL) | Brancos ou Nulos | Nenhum ou Não sabe |
| ------------------- | --------- | -------------- | ------------ | ------------- | ------------- | --------------- | ------------ | ---------------- | ------------------ |
| 21/08 a 24/08/2018  | Ibope     | ±3%            | 32%          | 22%           | 15%           | 2%              | 1%           | 17%              | 11%                |

### Senado Federal
Levando em conta que para o senado o eleitor irá votar duas vezes, as pesquisas possuem um universo de 200%
| Período da pesquisa | Instituto | Margem de erro | Candidato   | Candidato     | Candidato    | Candidato    | Candidato    | Candidato     | Candidato      | Candidato     | Candidato    | Candidato     | Candidato   | Brancos ou Nulos | Não sabe |
| Período da pesquisa | Instituto | Margem de erro | Jayme (DEM) | Leitão (PSDB) | Mauro (PSOL) | Fávaro (PSD) | Arruda (PSL) | Maria (PCdoB) | Sachetti (PRB) | Caldas (NOVO) | Lopes (PSOL) | Carlos (REDE) | Leite (PPL) | Brancos ou Nulos | Não sabe |
| ------------------- | --------- | -------------- | ----------- | ------------- | ------------ | ------------ | ------------ | ------------- | -------------- | ------------- | ------------ | ------------- | ----------- | ---------------- | -------- |
| 17/09 a 19/09/2018  | Ibope     | ±3%            | 32%         | 16%           | 14%          | 13%          | 12%          | 9%            | 9%             | 4%            | 4%           | 2%            | 1%          | 38%              | 46%      |